# Аранда, Эдгар
Эдгар Мануэль Аранда (исп. Edgar Manuel Aranda; 28 мая 1986 года, Ламбаре) — парагвайский футболист, игравший на позиции защитника.

## Клубная карьера
Эдгар Аранда начинал свою карьеру футболиста в парагвайском клубе «Атлетико Колехиалес». В 2011 году он играл за «3 февраля». 31 июля того года Аранда забил свой первый гол в рамках парагвайской Примеры, выведя свою команду вперёд в домашней игре с «Такуари».
С начала 2012 года Эдгар Аранда играл за асунсьонский «Гуарани», в 2018 году — за «Индепендьенте».

## Достижения
«Гуарани»
- Чемпион Парагвая (1): Кл. 2016